# Сімейні впорядкування
Сіме́йні впорядкувáння — феноменологічний метод системної сімейної терапії. Автором методу є німецький філософ, богослов, психотерапевт Берт Хеллінгер. Призначення методу — робота з системними сімейними травмами (системними динаміками). Метою методу є виправлення наслідків подібних динамік.
Термін «сімейні впорядкування» (від нім. familien-stellen) описує суть того, що відбувається під час роботи за цим методом: людей («заступників») розставляють у робочому полі групи. Розставлені фігури (заступники) відображають те, що відбувається в сімейній системі, базуючись на інформації робочого поля. Це явище було відкрите Бертом Хеллінгером і описане в багатьох його працях («Довгий Шлях» і т. д.)
Фахівці (терапевти), що практикують за цим методом, виявили наступне: багато з наявних у людей проблем і труднощів пов'язані з травмами, перенесеними сімейною системою в минулому, а також із порушенням порядків старшинства і «брати-давати». До подібних травм належать: убивство, самогубство, рання смерть, зґвалтування, імміграція, втрата майна, розрив сімейних відносин і так далі. До порушень порядків старшинства і «давати-брати» відносять бажання батьків «брати» у дітей, а також позицію дітей, що вони кращі за своїх батьків (неповага до батьків).
На підставі довгої роботи з людьми, Берт Хеллінгер у книзі «Довгий Шлях» виявив, що сімейні травми є причиною практично будь-яких проблем: здоров'я, робота, сімейні відносини, нещасні випадки і так далі. Найголовнішим коренем усіх проблем, як пояснює Берт Хеллінгер, є виключення (бажання забути) учасників сімейної травми із сімейної системи (як потерпілих, так і винуватців). Сáме виключення спричиняє проблеми в наступних поколінь. Результатом роботи за цим методом є виявлення прихованих системних динамік і пропозиції щодо їхнього вирішення.
Сімейні впорядкування є короткостроковим разовим методом роботи, що відрізняє його від наявних довгострокових способів роботи психотерапевтів з пацієнтами.
У своїх роботах Берт Хеллінгер відносить цей метод до духовних практик (праця «Богомислі» тощо).
Цікаво було б ознайомитись з науковим підтвердженням даних так званих "духовних практик" і отримати посилання на джерела.

## Історія виникнення методу
Метод сімейних впорядкувань — це результат багаторічних пошуків і роботи над собою його автора («Довгий шлях») тому є сенс перевірити чи ці практики дійсно працюють. 
З десяти років до сорока п'яти Берт Хеллінгер був у католицькому ордені. З двадцяти п'яти років до сорока п'яти він працював в Африці місіонером. Як розповідає сам автор, в Африці він зрозумів багато дуже важливих моментів в житті. Працюючи з людьми племен зулу, Хеллінгер багато чому навчився в них. З книги «Довгий шлях»: «… повага, з якою люди, що живуть там, ставляться до своїх батьків …. впевненість, з якою матері там обходяться зі своїми дітьми …» Сам Хеллінгер говорить, що навчився там повазі до інших людей, там кожен міг зберегти своє обличчя. Там же в Африці у 1964 році він познайомився з методом так званої Групової Динаміки. Курси по груповій динаміці організовували англіканські священики. На збори приходили люди різних кольорів шкіри, різних рас, різних конфесій. Це було дуже важливим моментом в житті Хеллінгера. Тут він побачив, що й інші конфесії є високодуховними, іншими словами «… ми всі сидимо в одному човні». На цих зборах людей не ділили за расами або релігіями. «Люди або ідеали?» — Це було переломне питання, задане Хелленгеру на тренінгу з групової динаміки: «Що для тебе важливіше? Люди або ідеали?» Хелленгер зрозумів, що часто у своїй місіонерській роботі він втрачав з виду людей. Обмірковуючи відповідь на це питання, він зрозумів, що його місіонерську діяльність закінчено. Також важливим було одне зі спостережень, зроблене Хеллінгером в Африці: хвороби європейців і африканців сильно відрізнялися.
Повернувшись до Німеччини, Хеллінгер працював у духовній семінарії та вів курси з групової динаміки. Робота в групах відкоригувала розуміння Хеллінгера про власне «Я». Він називає це важливим моментом в процесі росту. У груповій динаміці кожна людина є частиною поля, де всі однаково важливі. Сам Хеллінгер називає це нове розуміння черговою важливою віхою у своєму житті.
Пізніше Хеллінгер зайнявся психоаналізом, спочатку для себе, а після і як освітою. Проживаючи у Відні він познайомився з Гештальт Терапією. На сеансі по гештальт терапії (терапевт Рут Кон) Хеллінгер остаточно зрозумів, що йде з ордена. Спонукальною для нього стала запропонована терапевтом фраза «Я йду». Через чотири місяці, в Римі, Хеллінгер заявив про свій відхід з ордена. Якийсь час Хеллінгер займався вивченням глибинної психології. В цей період в поле його зору потрапила книга Артура Янова «Первинний крик». Доповідь по цій книзі була зроблена Хеллінгером в Зальцбурзькому об'єднанні колег. Це призвело до виключення Хеллінгера з об'єднання. Хеллінгер поїхав до Америки, де звернувся до Янова, щоб отримати освіту в області первинної терапії. Там він також познайомився з Фанітою Інгліш, яка розповіла йому про трансактний аналіз (аналіз життєвого сценарію). Завдяки цьому Хеллінгер зрозумів, що люди проживають життя згідно з якимось сценарієм. В трансактному аналізі Хеллінгер знову зустрів так звані ключові фрази, які використовувались для виводу людини зі сценарію. Пізніше, працюючи за методом сімейних впорядкувань, Хелінгер почав використовувати ключові фрази.
Кожне ключове розуміння, до якого Берт Хеллінгер прийшов за своє життя, сформувало основний принцип при роботі за методом сімейних впорядкувань. Цей основний принцип є збереження повної нейтральності: без напруги, без наміру, без страху, без любові, без співчуття.